# Siegfried Bönighausen
Siegfried Bönighausen (ur. 20 marca 1955 w Essen) – niemiecki piłkarz występujący na pozycji obrońcy, pomocnika lub napastnika.

## Kariera
Bönighausen jako junior grał w klubach Bonner SC oraz FC Schalke 04. W 1976 roku trafił do pierwszoligowego Rot-Weiss Essen. W Bundeslidze zadebiutował 14 sierpnia 1976 roku w zremisowanym 2:2 meczu z Tennis Borussią Berlin. 4 grudnia 1976 roku w zremisowanym 4:4 pojedynku z Fortuną Düsseldorf strzelił pierwszego gola w trakcie gry w Bundeslidze. W 1977 roku spadł z klubem do 2. Bundesligi. W Rot-Weiss Essen jeszcze 3 lata. W sumie rozegrał tam 114 ligowych spotkań i zdobył w nich 13 bramek.
W 1980 roku Bönighausen przeszedł do pierwszoligowej Borussii Dortmund. W jej barwach zadebiutował 14 lutego 1981 roku w zremisowanym 2:2 ligwoym meczu z Fortuną Düsseldorf. W 1982 roku zajął z klubem 6. miejsce w lidze, które było jego najwyższym w trakcie gry w Bundeslidze. W Borussii spędził 3 sezony, w ciągu których zagrał tam w 44 ligowych meczach i strzelił w nich 2 gole.
W 1983 roku Bönighausen odszedł do VfL Bochum, również z Bundesligi. Pierwszy ligowy mecz zaliczył tam 20 sierpnia 1983 roku przeciwko Werderowi Brema (2:5). Zawodnikiem Bochum byłprzez 4 lata, z czego w ostatnich dwóch nie zagrał tam w żadnym meczu. W 1987 roku zakończył karierę.